# هالوموناس
هالوموناس (نام علمی: Halomonas) نام یک سرده از رده گاماپروتئوباکتریا است.